# Rudolf Rasser
Rudolf Rasser (* 25. November 1886 in Gumpoldskirchen, Niederösterreich; † 8. Juni 1976 ebenda) war ein österreichischer Politiker (CSP, später ÖVP).

## Leben
Nach dem Besuch der Volksschule in Gumpoldskirchen und einer Bürgerschule in Baden genoss Rudolf Rasser eine Ausbildung zum Weinbauern. In dieser Funktion erhielt er 1936 den Titel Ökonomierat verliehen.
Seine politische Karriere begann jedoch bereits 1924, als er als christlichsoziales Mitglied in den Gemeinderat von Gumpoldskirchen einzog. 1929 kandidierte Rasser erfolgreich für das Amt des Bürgermeisters seiner Heimatgemeinde. 1933 wurde Rasser zudem zum Vizepräsidenten der niederösterreichischen Landwirtschaftskammer gewählt. In beiden Funktionen – sowohl als Bürgermeister wie auch Landwirtschaftskammer-Vizepräsident – war Rasser bis 1938 tätig.
Im Mai 1948 wurde Rasser für die ÖVP Mitglied des Bundesrats in Wien, dem er jedoch nur knapp eineinhalb Jahre, bis November 1949, angehören sollte.